# Fluminense FC

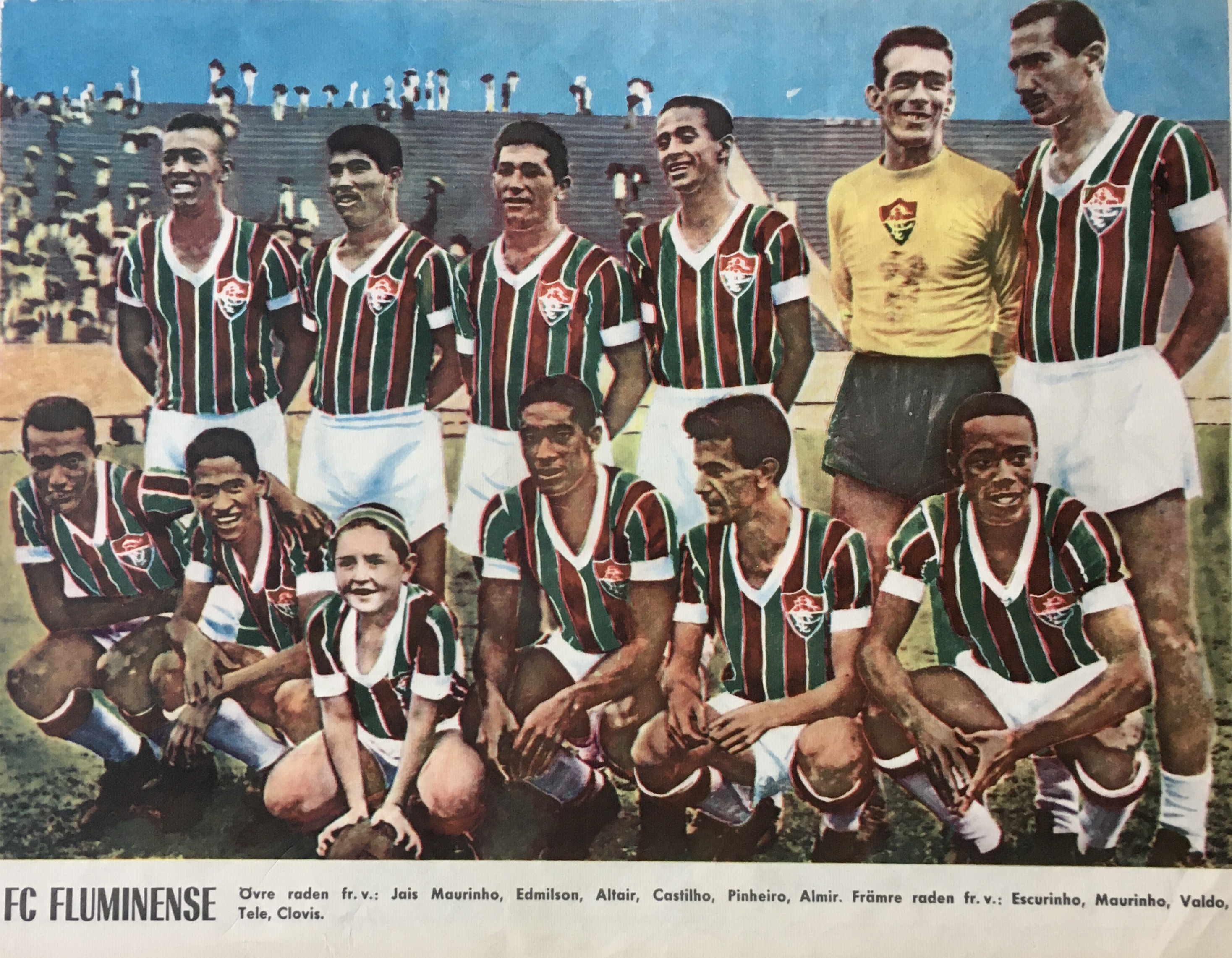
Fluminense FC 1960.

Fluminense Football Club är en idrottsklubb från Rio de Janeiro, Brasilien, som grundades 21 juli, 1902. Namnet Fluminense kommer från latinets flumen, "flod". Det är också namnet på en person från delstaten Rio de Janeiro.
Fotboll är den mest uppmärksammade och uppskattade sporten inom klubben. Fluminense vann brasilianska ligan 1984, 2010, 2012 och vann Torneio Roberto Gomes Pedrosa 1970. Klubben vann även Copa do Brasil under 2007, samt två gånger Torneio Rio-São Paulo som var den största fotbollsturneringen i Brasilien innan en nationell liga skapades. Fluminense har också rekordet i antalet titlar för Rio de Janeiros delstatsmästerskap.
Fluminense är, tillsammans med Botafogo FR, CR Flamengo och CR Vasco da Gama, en av de fyra stora fotbollsklubbarna från Rio. Andra kända klubbar är till exempel Bangu AC och América.

## Ursprung
Oscar Cox introducerade fotbollen i Rio. Han spelade fotboll i Schweiz under sina studier i Lausanne. När han återvände till Rio som 22-åring samlade han ihop folk som också ville utöva denna hittills relativt okända sport. Efter att ha spelat några matcher i Rio och São Paulo beslutade man att starta en klubb.
Grundandet skedde genom ett möte 21 juli 1902 hemma hos Horácio da Costa Santos på Rua Marques de Abrantes 51. Oscar Cox valdes till första ordförande.
Den första matchen spelades 19 oktober 1902 på Paysandu Cricket Club field mot Rio FC. Fluminense vann med 8-0 och det första målet gjordes av Horácio da Costa Santos. Laget vann det första mästerskapet de deltog i 1906, Campeonato Carioca, delstatsmästerskapen för Rio de Janeiro. De vann även de tre nästföljande mästerskapen, 1907-1909.
År 1911 blev klubben återigen mästare och vann detta år samtliga matcher i Campeonato Carioca. Klubben skakades dock av en kris mot slutet av året när nio spelare slutade i laget efter ett bråk om vem som skulle träna laget. Dessa nio spelare anslöt sig istället till Flamengo, en klubb som till dess endast sysslat med rodd. Genom skapandet av Flamengos fotbollssektion blev de bägge klubbarna nu ärkerivaler, det så kallade Fla-Flu. Det första av dessa derbyn spelades 17 juli 1912. Trots att Flamengo hade nästan samtliga spelare från mästarlaget året tidigare (utom Oswaldo Gomes och James Calvert) så vann Fluminense matchen med 3-2. Den största publiksiffran i derbyt var 15 december 1963 då 194 603 varav 177 656 betalande såg matchen.
27 juli 1914 var Fluminense arrangör för brasilianska landslagets första match i vilken de mötte Exeter City FC på Estádio das Laranjeiras. Brasilien vann med 2-0 och Oswaldo Gomes gjorde det första målet.

## Stadion

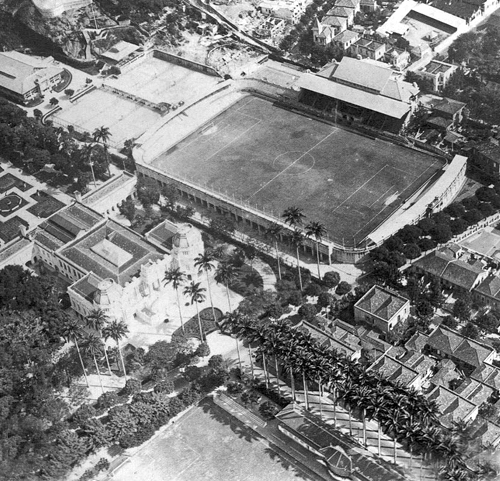
Flygfoto över Laranjeiras från 1919

Fluminenses egna stadion är Estádio das Laranjeiras, byggd 1905. Stadion tog tidigare 25 000 åskådare men är idag begränsad till 8 000. Delar av stadionområdet såldes på 60-talet för att bereda plats åt vad som nu är Rua Pinheiro Machado. Laranjeiras är Brasiliens äldsta stadion och listat idag som kulturarv. Klubben planerar att bygga en ny stadion utanför det traditionella Laranjeirasområdet. Idag spelar Fluminense de flesta av sina matcher på Maracanã. Publikgenomsnittet i ligan var 17 071 under 2007.

## Fans
Fansen kallas "tricolores", en referens till klubbens tre färger.
En av de mest kända sångerna under matcherna är "A Bênção, João de Deus" ("Välsigna oss, Johannes från Gud"), en sång som ursprungligen skrevs för att hedra påven Johannes Paulus II under hans första besök i Brasilien 1980. Enligt traditionen började Fluminenses fans spontant sjunga sången under straffsparksläggningen mot rivalerna CR Vasco da Gama under delstatsmästerskapen samma år. Fluminense vann mästerskapet.
Fluminenses fans härleds oftast till Rio de Janeiros överklass, i motsats till Flamengos fans. Klubben popularitet sträcker sig dock utanför stadens gränser. Det finns uppskattningsvis 9 miljoner Fluminensefans i Brasilien och utomlands. Endast en tredjedel av dessa härrör från Rio de Janeiro.

## Coupe Olympique
En av Fluminenses största framgångar tog inte plats på fotbollsplanen. 1949 fick man ta emot utmärkelsen Coupe Olympique från Internationella Olympiska Kommittén. Fluminense är den enda fotbollsklubben som fått denna utmärkelse.

## Meriter
- Brasilianska mästare 2012
- Brasilianska mästare 2010
- Brasilianska mästare 1984
- Brasilianska mästare 1970
- Torneio Roberto Gomes Pedrosa 1970
- Copa do Brasil 2007
- Rio-São Paulo Tournament 1957, 1960
- South Zone of Taça Brasil 1960
- Campeonato Carioca (Rio de Janeiro State Championship) (30x): 1906, 1907(1), 1908, 1909, 1911, 1917, 1918, 1919, 1924, 1936, 1937, 1938, 1940, 1941, 1946, 1951, 1959, 1964, 1969, 1971, 1973, 1975, 1976, 1980, 1983, 1984, 1985, 1995, 2002 (sub judice ), 2005, 2012
- Copa Rio:1952 (World Cup Clubs)
- Taça Guanabara: 1966, 1969, 1971, 1975, 1983, 1985, 1991, 1993, 2012.
- Taça Rio: 1990, 2005
- Torneio Municipal : 1938 e 1948
- Torneio Extra : 1941
- Torneio Aberto : 1935

## Kända spelare
Se också Spelare i Fluminense
- Carlos Alberto
- Branco
- Denílson
- Didi
- Fred
- Rivelino
- Romário
- Ronaldinho
- Telê Santana
- Thiago Silva